# 東京都立つばさ総合高等学校
東京都立つばさ総合高等学校（とうきょうとりつ つばさそうごうこうとうがっこう）は、東京都大田区本羽田三丁目にある都立高等学校である。

## 設置学科
いずれも総合学科。
- 美術・デザイン系列
- 科学・技術系列
- 国際・コミュニケーション系列
- スポーツ・健康系列
- 生活・福祉系列

## 概要
2002年、東京都立羽田高等学校と東京都立羽田工業高等学校の全日制課程を統合して開校。なお、両校の定時制課程は東京都立六郷工科高等学校へ移転した後、2007年3月をもって閉校した。
東京都教育委員会から、以下の指定を受けている。
- 重点支援校（平成18年 - 20年）
- 環境配慮推進校（平成17年 - 19年）
- 部活動推進指定校（平成18 - 19年）

羽田工業高校の名残が見られ、設備は工業科目を重視した造りである。そのため、工業科目が多く設置されている。パソコンなど情報関連の設備も充実しているので、情報関連の科目も多彩である。
また入学後は5つのコースにあわせて、授業選択を行なう。
その他の外国語では、スペイン語、中国語、ドイツ語、フランス語が2年次からそれぞれ年に2単位選択履修できる。2・3年次には約150の選択科目の中から単位を履修し、大学受験対策教科も多く設置している。英語は全学年で少人数の習熟度別授業を実施。生徒の男女比率は概ね4：6である。
部活動が盛んで、サッカー部は都立有数の強豪校として知られている。入試ではサッカーなどでスポーツ推薦を実施している。

## 沿革
- 1941年、来たる大戦に備えて化学兵器の製造技術者を育成するため、軍の要請で東京府立第二化学工業学校（東京都立羽田工業高等学校の前身）として開校
- 疎開のため、三鷹市、京橋区と校地を移転する
- 1946年3月31日、東京都立北豊島工業学校採鉱冶金科（後の羽田工業高等学校材料技術科の前身）を統合
- 1950年代初期、東京都立一橋高等学校機械科を統合
- 1959年、現在地（西側）に校地を移転し、東京都立羽田工業高等学校となる
- 1967年、現在地（東側）に東京都立羽田高等学校が開校する
- 2001年3月、東京都立羽田工業高等学校全日制課程・東京都立羽田高等学校全日制課程が統合により廃校（開校までの1年間は校舎新築のための工事期間となる）
  - 両校の定時制課程は東京都立港工業高等学校を併合主体とする東京都立六郷工科高等学校に内部移転し、2007年3月に同校に統合される形で廃校
  - ただし、六郷工科高等学校の開校は2004年であるため、それまでは当校校地に内部残留
- 2002年（平成14年）4月1日 - 新校舎が完成し、東京都立つばさ総合高等学校（東京都立晴海総合高等学校に続く都立2校目の総合学科設置校）として開校

## 年間行事
4月
- 始業式
- 入学式
- 健康診断
- 校外学習

5月
- 生徒総会
- 中間考査

9月
- 銀翼祭（文化祭）

## 部活動
運動部
- 弓道部
- 硬式テニス部
- サッカー部
- 水泳部
- 卓球部
- 男子・女子バスケットボール部
- バドミントン部
- バレーボール部
- ハンドボール部
- 陸上競技部
- ダンス部
- 硬式野球部

文化部
- イラストレーション部
- 演劇部
- クッキング部
- 軽音楽部
- 茶道部
- 写真部
- 吹奏楽部
- 美術部
- 福祉部
- 放送部

同好会
- 卓球同好会

### 実績
全体的に活発であり、運動部では、陸上部（関東大会出場）・サッカー部（関東大会出場、2007年都決勝進出）・ハンドボール部（関東大会出場）・女子バスケット部が高い成績・実績を上げている。文化部では吹奏楽部（第44回東京都高等学校吹奏楽コンクールBII組金賞および第4回東日本学校吹奏楽大会 コンクール部門出場、第46回東京都高等学校吹奏楽コンクールBII組金賞および第6回東日本学校吹奏楽大会 コンクール部門出場　第53回東京都高等学校吹奏楽コンクールBII組金賞　第36回東京都高等学校アンサンブルコンテスト金管四重奏金賞）が、区内をはじめとする地域行事での演奏に力を入れており、2010年10月には羽田空港国際化記念行事での演奏も行った。また2012年には初の応募で見事に合格した東京ディズニーランドでの演奏も行った。主にサッカー部に力をいれているが、その他のテニスや陸上ハンドボールや水泳の設備も充実しており、プールは全天候型の屋根開閉可能なプールである。陸上部は南関東大会に出場している。

## 交通
- 京急空港線大鳥居駅 徒歩8分
- 京浜急行バス蒲40・41・42・43・46 「萩中公園前」下車で徒歩5分

## 著名な関係者

### 出身者
- 中里亜美 - 歌手、女優
- 椋原健太 - サッカー選手（ファジアーノ岡山FC）
- 青木沙耶香 - 女子ボクシング選手
- 岡谷雄太 - ロードレースライダー

### 旧羽田高等学校出身者
- 櫻田厚 - モスフードサービス会長・元社長、元日本フランチャイズチェーン協会会長
- 鈴木慶一 - ミュージシャン、ムーンライダーズのリーダー
- 風祭東 - ミュージシャン、オールウェイズのメンバー
- 境貴雄 - 現代美術家、写真家、タレント
- 佐藤夕美子 - 女優
- DJ MASTERKEY - BUDDHA BRAND、DJ
- 村上綾歌 - タレント

### その他
- 寺内タケシ - 本校校歌を作詞・作曲
- 園勲夫 - 本校校章を作成

## 備考
- 2008年1月11日、テレビ朝日の情報番組「東京サイト」で環境問題に関するテーマで放送された
- 校名の「つばさ」は、漢字の“翼”に「羽田（と）共（に）」という意味を込められることに因む。
- 当校は旧・羽田工業高校と旧・羽田高校の合併によって発展的に開校した学校であるが、両校は隣接する形で隣り合っていたため、合併によって2校分の敷地を有することになった。そのため、校地の広さは都立高校の中でもトップクラスであり、校庭には400mトラックが整備されるなど、私立高校並みに設備が充実している。